# Abacetus hova
Abacetus hova es una especie de escarabajo terrestre, categorizada en la tribu Pterostichini, de la subfamilia Pterostichinae. Fue descrita por Tschitscherine en 1899.

## Distribución
Se distribuye por África, en Madagascar.

## Tratamiento taxonómico
La especie aparece registrada y publicada en Mémoire sur quelques Platysmatini nouveaux ou peu connus d'Afrique et de Madagascar. -. Annales de la Société Entomologique de France, 68: 50-82. (1899).